# Mittagsstunde
Mittagsstunde ist ein deutsches Filmdrama von Lars Jessen aus dem Jahr 2022. Der Film basiert auf dem gleichnamigen Roman von Dörte Hansen aus dem Jahr 2018.

## Handlung
Der 47-jährige Universitätsdozent Ingwer Feddersen, der in Kiel immer noch in einer Wohngemeinschaft mit Ragnhild und Claudius wohnt, beschließt, eine berufliche Auszeit zu nehmen, um sich um seine alten Eltern zu kümmern. Er fährt deswegen nach längerer Abwesenheit ins nordfriesische Dorf Brinkebüll, den Ort, in dem er aufgewachsen ist. Vater Sönke ist mittlerweile schlecht zu Fuß, Mutter Ella wird zunehmend dement und läuft oft davon. Auch hat sich das Dorfleben seit damals sehr verändert. Es wohnen hier weniger Menschen und im einst so lebendigen Dorfkrug von Vater Sönke verirren sich – mit Ausnahme einer Line-Dance-Gruppe von Ingwers Schulfreund Heiko – kaum noch Gäste.
In Rückblenden erinnert sich Ingwer, wie er hier in den 1960er bis 1980er Jahren groß geworden ist. An eine Zeit, in der sich ein Großteil der Dorfgemeinschaft in Vaters Dorfkrug traf, in der große Landmaschinen angeschafft wurden und schließlich kleinere Höfe größeren weichen mussten. An die intelligenzgeminderte musikalische Marret, die – wie Ingwer als Kind erfahren musste – gar nicht seine Schwester war, sondern seine Mutter, die von einem Unbekannten, dem Landvermesseringenieur Thomas, geschwängert wurde und die eines Tages verschwand. An die Zeit, als Ingwer Sönke und Ella mitteilte, aufs Gymnasium zu gehen und später zum Studium nach Kiel – zum Missfallen Sönkes, der Ingwer lieber am Tresen des Dorfkrugs gesehen hätte.
Aktuell bereiten sich Sönke und Ella auf das Fest zu ihrer Gnadenhochzeit vor. Nachdem Ella einmal mehr weggelaufen ist und Ingwer sie auf einer Bank auf dem Friedhof vorfindet, erfährt er im Gespräch von ihr, dass Marret gar nicht Sönkes Tochter ist, sondern das Ergebnis einer längeren Affäre mit dem Dorflehrer Christian Steensen. Kurz vor dem Fest stirbt Sönke beim Zuhören der Musik. Nach der Beerdigung sucht Ingwer für Ella einen Heimplatz, sein Schulfreund Heiko übernimmt den Dorfkrug und eröffnet dort einen Saloon. Ingwer lässt seine Vergangenheit hinter sich und bricht in eine neue Zukunft auf.

## Produktionsnotizen
Gedreht wurde der Film in den Orten Sollerup, Husum, Siebeneichen und Lüneburg in der Zeit vom 11. August bis zum 14. Oktober 2021. Bei den Dreharbeiten war auch die aus Nordfriesland stammende Schriftstellerin Dörte Hansen anwesend, welche die Romanvorlage schrieb.
Für den Film wurden zwei Sprachfassungen produziert, eine „entschärfte“ hochdeutsche fürs Gesamtpublikum und eine plattdeutsche, hier zwei Varianten: ohne und mit Untertitelung der Dialoge.

## Soundtrack
Für den Soundtrack wurden unter anderem folgende Songs verwendet:
- Maike Rosa Vogel (Give Me Back, Close The Door)
- Manuela (Küsse unterm Regenbogen)
- Siw Malmkvist (Liebeskummer lohnt sich nicht)

## Rezeption

### Kritiken
Das Lexikon des internationalen Films gibt dem Film insgesamt 4 von 5 Sternen. Die Redaktion bezeichnet den Film als sehenswert und schreibt: „Die Romanadaption erzählt auf mehreren Zeitebenen vom Verschwinden der dörflichen Struktur und würdigt zugleich unaufgeregt und anrührend die wortkarge Loyalität der Figuren. Ein effizient gestaltetes, stimmiges Zeit- und Milieubild, auch wenn der Film im Unterschied zur literarischen Vorlage weniger rau und direkt ist.“
Peter Gutting bewertet den Film bei film-rezensionen.de mit insgesamt 8 von 10 Punkten. Der dem Film zugrundeliegende Roman von Dörte Hansen lege die Messlatte hoch, der Film würde diese aber nicht reißen. Mit Mittagsstunde lege Lars Jessen „eine kongeniale Literaturverfilmung für die große Leinwand vor“. In der Hauptrolle brilliere Charly Hübner, mit sich selbst hadernd und in der Vergangenheit die Wurzeln seiner Probleme suchend. Der Film sei vieles in einem: „Selbstfindung, Familiendrama, Milieuporträt, Regionalgeschichte und Gesellschaftsskizze“. Die Rückbesinnung sei keine billige Nostalgie; und auch wenn die mit den Jahren erlebten Verluste des Wohlstandschubs aufgezeigt werden, würde die Vergangenheit nicht glorifiziert.
In seiner Besprechung des Films bei tittelbach.tv vergibt Thomas Gehringer insgesamt 5,5 von 6 Sternen. Der Kritiker bezeichnet den Filem als „[b]ewegendes Kinodrama“, welches das Verschwinden der dörflichen Lebenskultur thematisiere. Im Gegensatz zu manchen Landkomödien sei das dargestellte Kaff Brinkebüll kein klischeehafter Ort voller Witzfiguren. Es werde wenig geredet, vielmehr werde der dargestellte geschichtliche Wandel durch prägnante Bilder und Ausstattungsdetails sinnlich und intensiv erlebbar gemacht. Gleichzeitig werde das dörfliche Leben aber nicht zur puren Idylle verklärt, es gehe auch um Mobbing sowie Scham und Schuldgefühle. Gehringer lobt Hauptdarsteller Hübner, der Ingwer angenehm zurückhaltend spiele, der in der mehrere Zeitebenen umfassenden Geschichte alles zusammenhalte und der perfekte Anker sei. Daneben glänze mit Kohlhof, Franke, Schmahl, Bock, und Schmeide ein tolles Ensemble an Darstellern. Der Heimatfilm sei „sprachlich und visuell genau verortet und doch universell, voller Empathie für die Figuren, musikalisch, melancholisch und tragikomisch“.

### Einspielergebnis
Der Film spielte in Deutschland umgerechnet etwa 2,8 Millionen US-Dollar ein.

### Einschaltquote
Am 26. August 2024, als der Film erstmals im Fernsehen im ZDF ausgestrahlt wurde, sahen 3,28 Millionen Zuschauer den Film. Dies entsprach einem Marktanteil von 14,4 % für den Sender.